# Édesanyám, ha bejön Egerbe
Az Édesanyám, ha bejön Egerbe egy ismeretlen eredetű dal. Dallama Berecz Ede: Nemzeti lant című zongorakíséretes népdalgyűjteményének II. füzetében jelent meg 1884 körül.

## Kotta és dallam
Édesanyám, ha bejön, édesanyám, ha bejön Egerbe.

A kaszárnya ablakán, a kaszárnya ablakán nézzen be.

Ott lát engem komisz bakaruhában,

göndör hajam rövidre, göndör hajam rövidre lesz levágva.

## Felvételek
- EHH08 tz08 Édesanyám ha bejön ... Egerbe. YouTube (2012. december 29.)  (Hozzáférés: 2017. január 11.) (audió)
- Zsindelyezik a kaszárnya tetejét - Édesanyám, ha bejön. Rózsa S. Lajos és a nyíregyházi Sárai Elemér cigányzenekara  Nótakedvelők klubja (Hozzáférés: 2017. január 11.) (audió) 1:35-től. 1910 körül készült felvétel.
- Édesanyám, ha bejön Egerbe. Járóka Sándor és zenekara  Youtube (2012. december 4.)  (Hozzáférés: 2017. január 11.) (audió)